# Le beau monde (Quadrille)
Die Le beau monde ist eine Quadrille von Johann Strauss (Sohn) (op. 199). Sie wurde am 6. September 1857 in Pawlowsk in Russland erstmals aufgeführt.